# James McClurg
James McClurg (1746 - 9 juillet 1823) est un médecin américain qui fut délégué à la Convention de Philadelphie en 1787 et qui ne signa pas la Constitution des États-Unis. Il fut maire de Richmond à trois reprises entre 1797 et 1804.

## Biographie
James McClurg est né en 1746 à proximité de Hampton en Virgine. Après des études au Collège de William et Mary, il fut diplômé en médecine de l'Université d'Édimbourg. Durant la Guerre d'indépendance des États-Unis, il servit comme chirurgien dans la milice de Virginie. En 1779, il épousa  Elizabeth Seldon et devint professeur de médecine et d'anatomie au College of William and Mary. En 1782, James Madison proposa, sans succès, qu'il assume la fonction de secrétaire des Affaires Étrangères des États-Unis. En 1787, lorsque Richard Henry Lee et Patrick Henry refusèrent de participer à la Convention de Philadelphie, il fut désigné pour y représenter la Virginie. Il s'y montra partisan d'une présidence à vie et plaida pour un exécutif fort pouvant passer outre aux lois des États. Ayant quitté la convention début août 1787, il ne fut pas signataire de la Constitution des États-Unis.